# Bud y Lou
Bud y Lou son un par de hienas manchadas que aparecen en DC Comics. Sus nombres son referencias al dúo cómico Abbott y Costello.

## Biografía ficticia
Bud y Lou son hienas manchadas que son las mascotas de Harley Quinn. Cuando Harley Quinn quiso ir sola y formó su banda, su primera misión fue liberar a Bud y Lou del zoológico de Gotham City.
En algún momento, los delincuentes de cuello blanco robaron a Bud y Lou de Harley Quinn para poder subastarlos como mascotas exóticas. Al localizar el lugar de la subasta, Harley Quinn reclamó sus hienas e hizo que Hiedra Venenosa destruyera el lugar.
En septiembre de 2011, The New 52 reinició la continuidad de DC. En esta nueva línea de tiempo, Bud y Lou todavía aparecen como las mascotas de Harley Quinn. En la historia de "Death of the Family" en un intento de volver loca a Harley, Joker les da rabia y la pone en contacto con ella, lo que obliga a Harley a (aparentemente) matarlos en defensa propia. En la serie en solitario de Harley Quinn se revela que Bud y Lou sobrevivieron a la terrible experiencia y se recuperaron en un zoológico, donde engendraron cachorros con varias de las perras del zoológico.

## Poderes y habilidades
Bud y Lou atacan principalmente con sus garras y colmillos.

## Otras versiones
- Bud y Lou aparecen en Scooby-Doo! Team Up # 42. Mientras Harley Quinn "hace equipo" con Mystery Incorporated, el Joker llega con las Hienas para robar un paquete de Harley que asumió que era su regalo de Navidad. Curiosamente, Harley los llama por los nombres de Scooby y Scrappy, para gran desconcierto de Scooby real.
- Las versiones DCAU de Bud y Lou también aparecen en el crossover de cómics intercompañía Batman/Teenage Mutant Ninja Turtles Adventures, donde se han convertido en enormes mutantes humanoides después de que el Joker se apodera del Clan del Pie y sus recursos mutágenos.[5]
Además, dos mutantes hiena llamados Jester Jim y Jester Joe, aparentemente inspirados por Bud y Lou, aparecen en el especial de Summer Shorts "Teenage Mecha Ninja Turtles" de la serie de televisión TMNT de 2012.

## En otros medios

### Televisión
- Bud y Lou aparecen en cuatro episodios de Batman: la serie animada, y cinco más en Las nuevas aventuras de Batman. Aparecen por primera vez en "El hombre que mató a Batman". Sin embargo, no se nombran hasta que el Joker se refiere a ellos en el episodio "Joker's Millions". Antes de esto, Harley Quinn simplemente se refiere a ellos como sus "bebés".
- Hienas similares aparecen en el episodio de The Batman, "The Laughing Cat". Aparecen como regalos para Joker del cazador Kilgore Steed. Catwoman pudo controlarlos ya que las hienas están relacionadas con los gatos.
- Bud y Lou aparecen en Krypto, el superperro, donde ambos son expresados por Peter Kelamis. Ambas hienas tienen pelaje rojo con manchas negras y anillos negros alrededor de los ojos. Bud usa un collar morado, tiene una pata delantera derecha negra y habla en voz más alta. Lou usa un collar verde, tiene una pata delantera izquierda negra y una pata trasera derecha, y habla con una voz más grave. Ambas hienas tienen un olor distintivo. Esto fue mencionado por primera vez por Ace en el episodio "El gato y el murciélago". Más tarde, en el episodio "Funny Business", Ace le dijo a Krypto que podía oler su maldad. Al igual que su maestro, a Bud y Lou les encanta reírse como un loco y gastar bromas a sus enemigos. Al igual que los otros personajes animales en este programa, también parecen ser bastante inteligentes (una referencia a la inteligencia de las hienas reales). Por ejemplo, en "Bat Hound and the Robin", mientras robaban fundas de almohada para que el Joker llevara el botín, dedujeron que las fundas de almohada hechas de un material serían mejores porque las fundas de almohada hechas de la otra tela se encogerían con el lavado, lo que significa menos se les podría poner botín. Además, el Joker les ha dado a las hienas elementos para usar en la lucha contra el Bati-sabueso. En un momento de "The Dark Hound Strikes!", Bud fingió entregarse. Cuando Ace agarró el collar de Bud con sus colmillos, recibió una descarga eléctrica. Bud luego anunció que tenía un collar con timbre de alegría y se rio. En "Funny Business", las hienas tenían un disparador de burbujas que disparaba "burbujas de risa" especiales. Estas burbujas hicieron que Ace se riera incontrolablemente, una versión suave del veneno de risa de Joker.
- Bud y Lou aparecieron en el episodio "Garden of Evil" de Justice League Action. En el momento en que Hiedra Venenosa estaba controlando a Swamp Thing para ayudarla a tomar el control de Gotham City, Harley Quinn luchó contra Vixen hasta el zoológico de Gotham City, donde Harley Quinn declaró que la trama de Hiedra Venenosa era la ventaja que necesitaba para liberar a Bud y Lou. Vixen usa las habilidades de un león para asustar a Bud y Lou de regreso a sus jaulas mientras Vixen dice que las hienas tienen miedo de los leones.
- También aparecen en la temporada 2 de Harley Quinn como las mascotas de Harley.
- También aparecen en la serie de televisión de 2019, DC Super Hero Girls, episodio, "#BeastsInShow", llamadas Ethel y Lucy siendo hembras. Fueron robadas del zoológico de Metrópolis por Harley Quinn hasta que se soltaron y llegaron a la Exposición Canina Anual de Metrópolis. Después de ser derrotadas por Krypto el Superperro y Ace el Bati-sabueso, son expulsadas de la exposición canina hasta que llegan con Harley, siendo maquilladas.

### Película
- En la película animada de 2019 Batman: Hush, aparecen tres de las hienas mascotas de Harley Quinn. Se llaman Larry, Moe y Shemp, una referencia al equipo de comedia Los Tres Chiflados.
- En la película de 2020 Birds of Prey (and the Fantabulous Emancipation of One Harley Quinn), Harley Quinn "compra" una hiena mascota, a la que llama Bruce en honor a "Ese chico guapo de Wayne". La hiena vive feliz con Harley después de la ruptura. Ella lo mantiene en una pequeña bañera dentro de su piso. Está presente cuando Harley Quinn trae a Cassandra Cain en su piso y Harley lo presenta. Cassandra está un poco sorprendida al principio de que él sea una hiena, pero rápidamente se acostumbra a la idea. Harley lo acaricia y comparte regaliz con él. Cuando el piso es atacado después de que Doc la vendiera, Harley cree que se perdió en las explosiones. Está encantada de encontrarlo con vida una vez resueltos sus problemas, después de haber pasado una noche deambulando por su vecindario.

### Videojuegos
- Bud y Lou también aparecen en Batman: Arkham City. Pingüino los mata y los mete en su base en el Instituto Cyrus Pinkney de Historia Natural. Estaban en exhibición como exhibiciones.
- Bud y Lou aparecen en Injustice 2. Han sido entrenados por Harley Quinn y aparecen como uno de los poderes del personaje de Harley Quinn, así como su Supermovida. También aparecen ocasionalmente en sus intros de batalla. En una, amenaza con convertir a Red Hood en su nuevo juguete para masticar, lo que hace que Red Hood pregunte "¿Dónde está el Bathound cuando lo necesito?", haciendo referencia a la relación antagonista de Ace, el Bati-sabueso con las hienas en algunos medios.